# Perafita
Perafita település Spanyolországban, Barcelona tartományban. Lakosainak száma 438 fő (2024).

## Földrajza
Perafita Lluçà, Sant Agustí de Lluçanès, Sant Boi de Lluçanès, Olost és Sant Martí d’Albars községekkel határos.

## Népesség
A település lakosságának változását az alábbi diagram mutatja:
| Lakosok száma | 357  | 446  | 529  | 563  | 362  | 371  | 408  | 407  | 395  | 438  |
|               | 1717 | 1887 | 1936 | 1960 | 1986 | 2004 | 2009 | 2014 | 2019 | 2024 |